# Veselí (Odry)

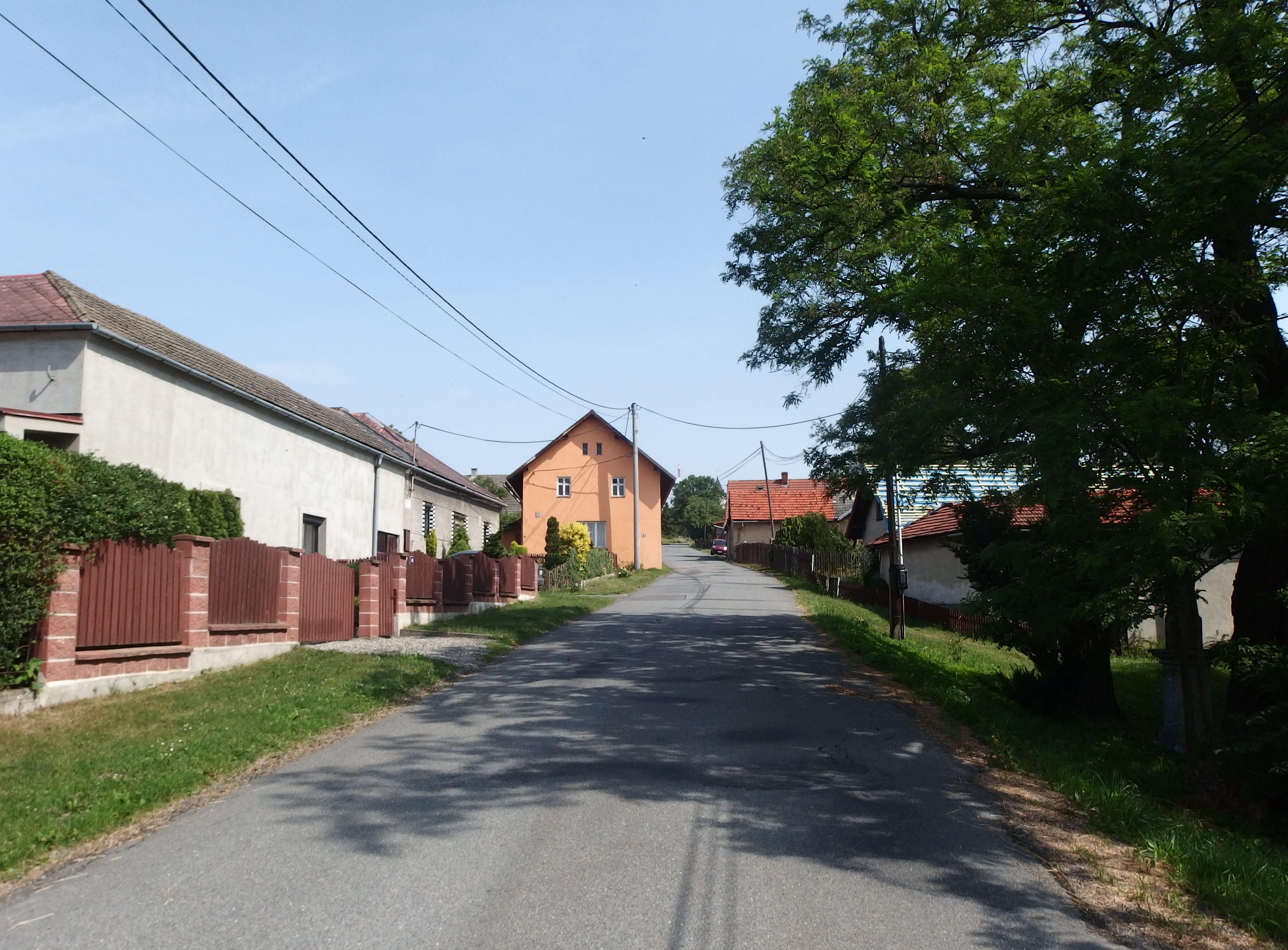
Dorfstraße

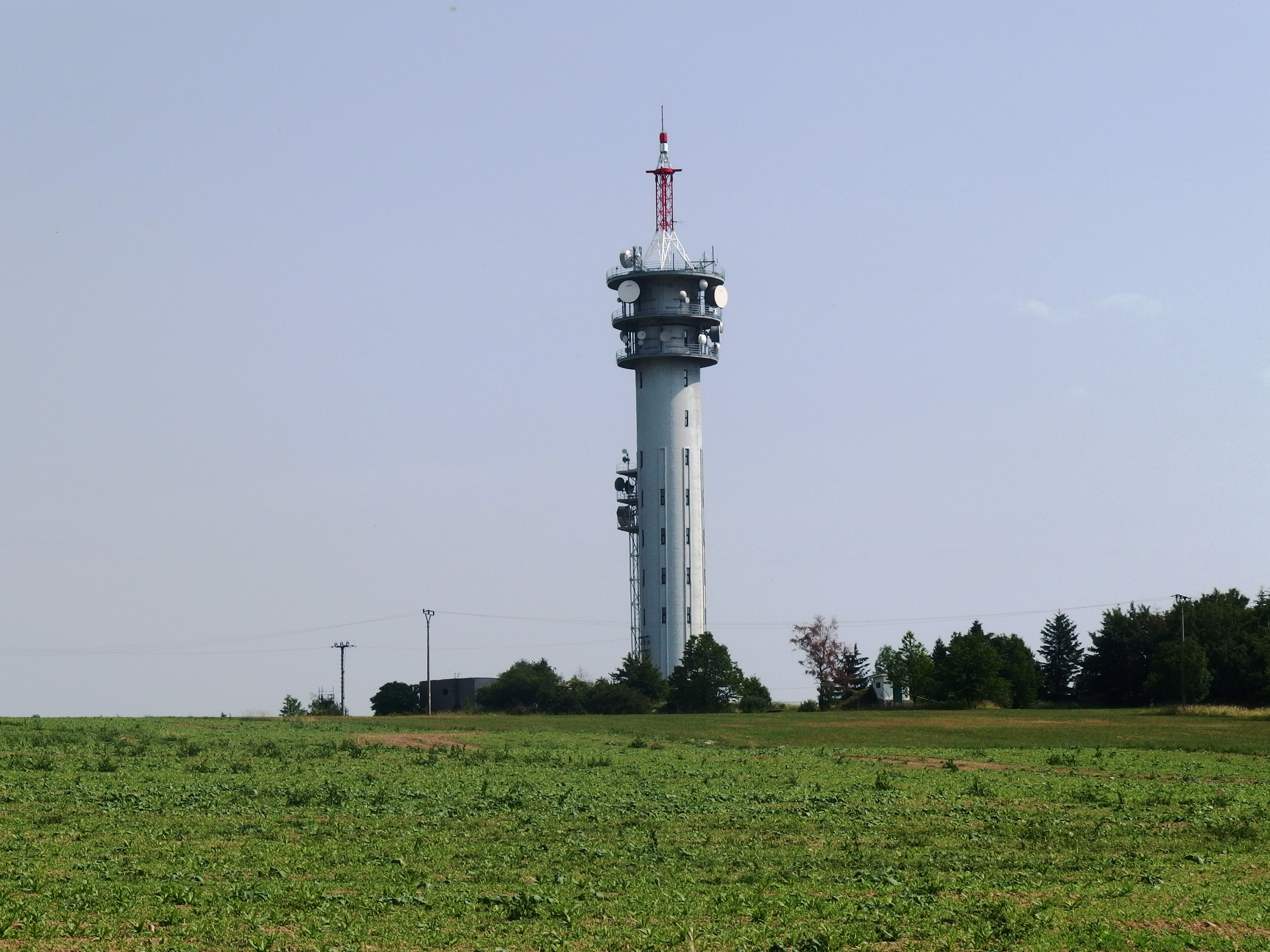
Sendeturm Veselský kopec

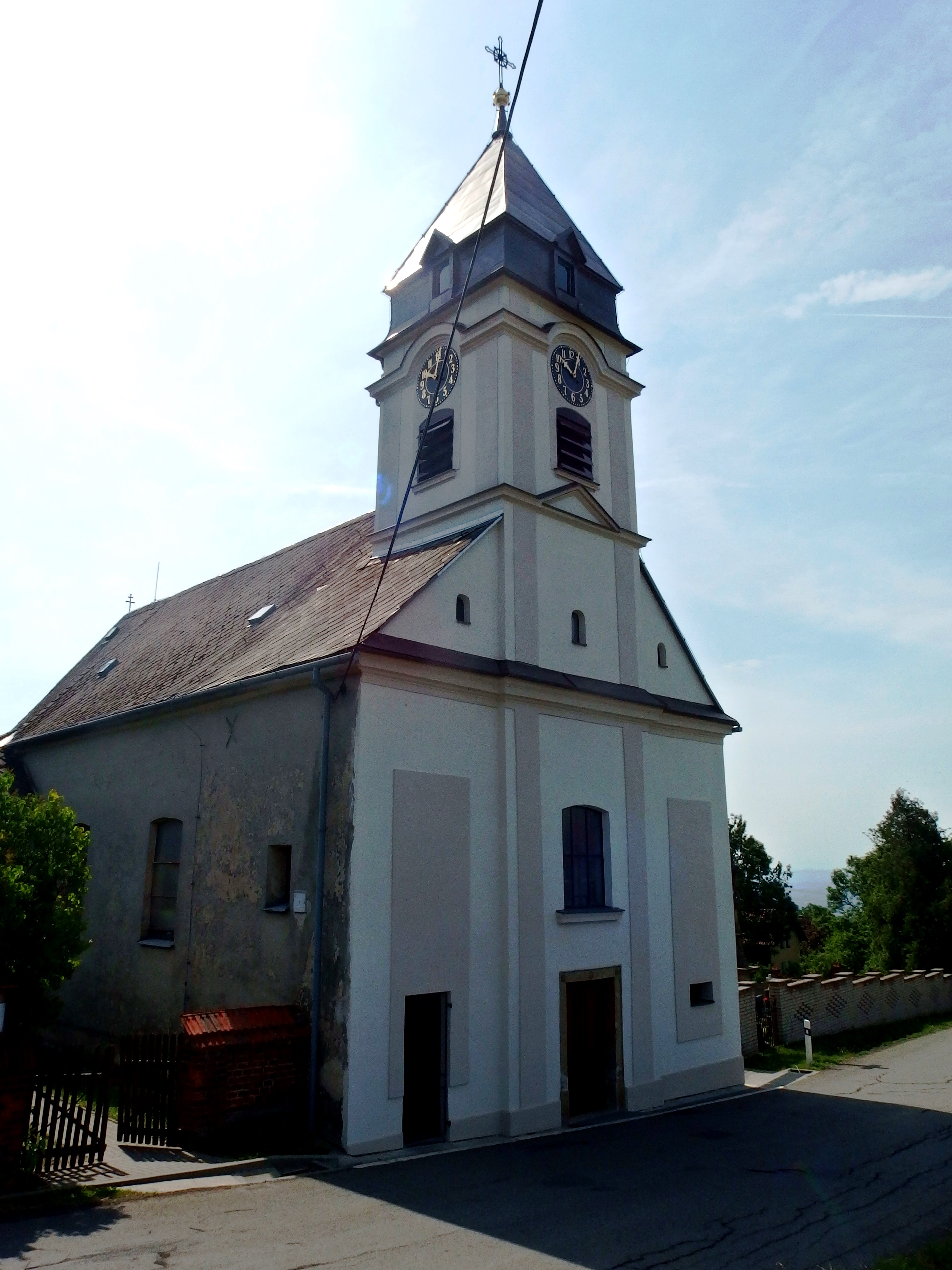
Kirche der hl. Dreifaltigkeit

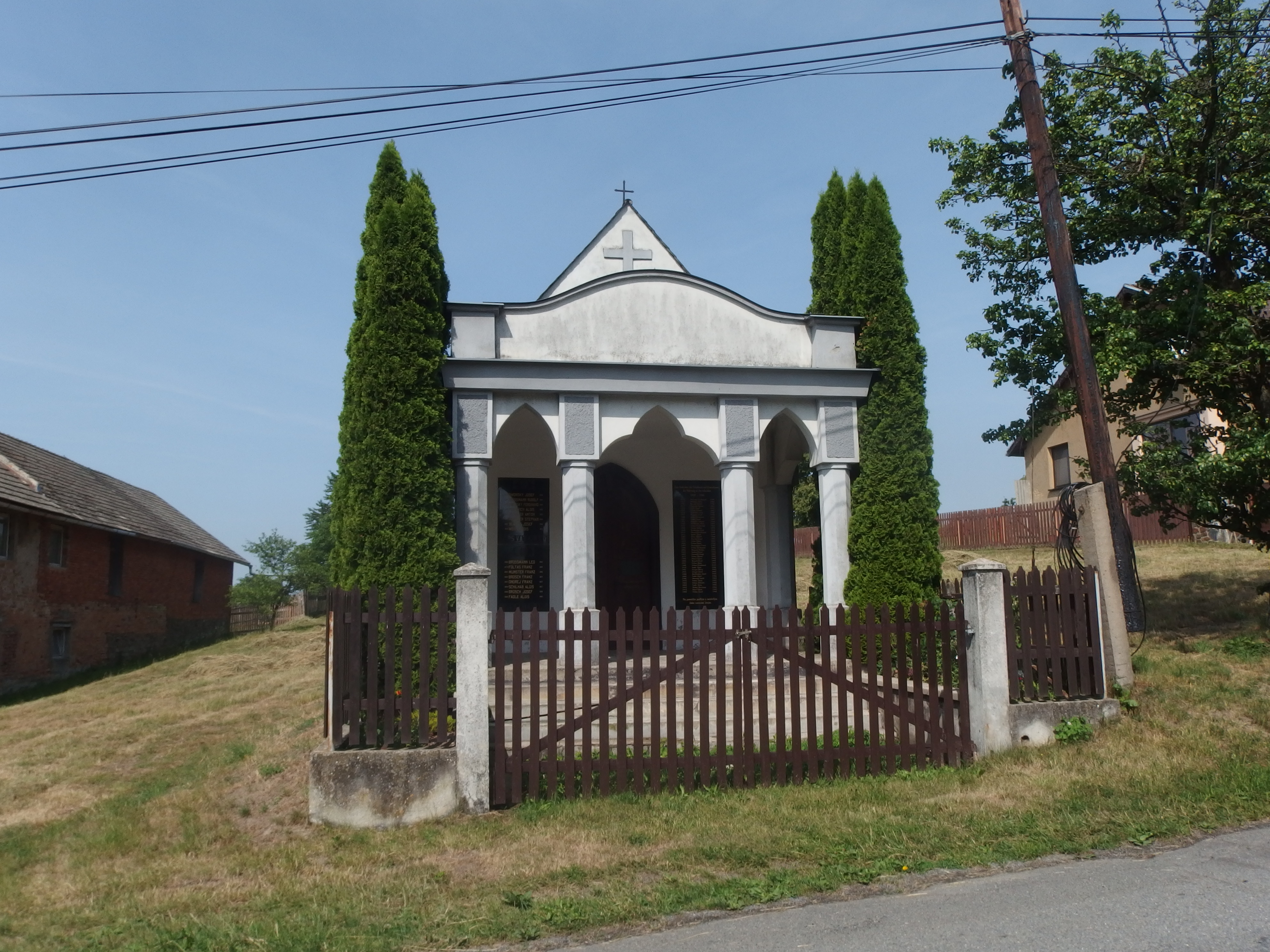
Kapelle der hl. Anna

Veselí (deutsch Wessiedel) ist ein Ortsteil der Stadt Odry (Odrau) in Tschechien. Er liegt dreieinhalb Kilometer südwestlich von Odry und gehört zum Okres Nový Jičín.

## Geographie
Der als Hufendorf angelegte Ort Veselí erstreckt sich in der Spálovská vrchovina (Sponauer Bergland) am Südabfall des Veselský kopec (Wessiedelberg, 557 m n.m.) im oberen Tal des Vraženský potok (Roßbach). Das Dorf liegt im Naturpark Oderské vrchy.
Nachbarorte sind Dvořisko (Hennhof) und Loučky (Lautsch) im Norden, Odry, Nový Svět, Nad Rybníky und Pohoř (Pohorsch) im Nordosten, Mankovice (Mankendorf) und Emauzy (Emaus) im Osten, Vražné (Petersdorf) und Hynčice (Heinzendorf) im Südosten, Lučice (Lutschitz) und Bělotín (Bölten) im Süden, Nejdek (Neudek) und Střítež nad Ludinou (Ohrnsdorf) im Südwesten, Jindřichov (Heinrichswald) im Westen sowie Heltínov (Scherzdorf) und Dobešov (Dobischwald) im Nordwesten.

## Geschichte
Die erste gesicherte schriftliche Erwähnung des zur Herrschaft Odra gehörigen Dorfes Vesele erfolgte 1374, als die Grundherren Albert von Sternberg und dessen Neffe Peter die Bauern vom Heimfall befreiten. Der Odrauer Chronist Anton Rolleder vermutete, dass das 1287 von König Wenzel II. dem Grätzer Pfarrer Heinrich geschenkte Dorf Siedelperch mit Veselí identisch sei. 1530 wurde das Dorf als Wesele und ab 1548 als Veselí bezeichnet.
Im Jahre 1579 wurde Barbara Gestrzabin als Vogtin in Veselí und 1584 Johann Wesselsky als Erbrichter erwähnt. Aus dieser Zeit stammen auch die ersten Nachrichten über Bienenzucht. Da den Bauern von Veselí keine konkrete Robot auferlegt war, wurden sie  – je nach Bedarf – zu verschiedenen Diensten herangezogen; insbesondere betraf dies Fuhrdienste bei Bauarbeiten am Odrauer Schloss oder dem dortigen Vorwerk. Aus dem Jahre 1600 ist eine Beschwerde des Erbrichters über gewaltsame Heranziehung zu Robotdiensten auf zu Dobischwald gehörigen Feldern überliefert. Die ersten Kirchenbücher wurde 1611 in Odrau geführt. Weitere Namensformen waren Wesidl (ab 1608), Wessiedel (ab 1629) sowie Weyssydl, Wessidlium bzw. Wesidlo (1771). 1721 wurde auf dem Wessiedelberg die erste hölzerne Windmühle der Herrschaft Odrau errichtet. Seit 1785 bestand in Wessiedel eine Schule, in der seinerzeit 40 Kinder unterrichtet wurden. Im Jahre 1787 wurde die anstelle eines Glockenturmes errichtete Messkapelle der hl. Dreifaltigkeit geweiht. Die 1801 abgebrannte Windmühle wurde binnen kurzer Zeit wieder aufgebaut. 1809 wurde in Wessiedel eine Lokalie mit einem Lokalkaplan bzw. Kurator eingerichtet.
Im Jahre 1834 bestand Wessiedel aus 71 schlecht und regellos gebauten hölzernen Häusern, in denen 562 deutschsprachige und katholische Personen lebten. Haupterwerbsquellen waren der wegen der steinigen und trockenen Böden wenig ertragreiche Ackerbau sowie etwas Viehzucht. Im Ort gab es eine Lokalkirche, ein Lokalistenhaus und eine Schule. Die Nutzfläche umfasste 608 Joch Hutweiden, 383 Joch Ackerland, 161 Joch Wald und 134 Joch Wiesen. Pfarrort war Oderau. Der Bau der heutigen Kirche erfolgte in den Jahren 1839–1840. Bis zur Mitte des 19. Jahrhunderts blieb Wessiedel der Minderherrschaft Oderau untertänig.
Nach der Aufhebung der Patrimonialherrschaften bildete Wessiedel / Veselí ab 1849 eine Gemeinde im Gerichtsbezirk Odrau. Ab 1869 gehörte Wessiedel zum Bezirk Troppau. Zu dieser Zeit hatte das Dorf 453 Einwohner und bestand aus 72 Häusern. Im Jahre 1878 zerstörte ein Großfeuer die Häuser Nr. 1–9. 1886 wurde ein neues Schulhaus gebaut. Im Jahre 1900 lebten in Wessiedel 473 Personen; 1910 waren es 451. 1903 warf ein Sturm die Windmühle um, sie wurde bald wiederaufgebaut. Beim Zensus von 1921 lebten in den 72 Häusern der Gemeinde 424 Menschen, darunter 413 Deutsche und fünf Tschechen. Im August 1921 brannten 16 Bauernhöfe und die Windmühle nieder. 1923 wurden die Straßen nach Odrau und Heinzendorf gebaut. 1930 wurde eine in Rudoltice gestandene Windmühle auf den Wessiedelberg umgesetzt; sie wurde 1931 bei einem Sturm umgestürzt und im Jahr darauf wiederaufgebaut. Im Jahre 1930 bestand Wessiedel aus 73 Häusern und hatte 417 Einwohner; 1939 waren es 418.  Nach dem Münchner Abkommen wurde die Gemeinde im Herbst 1938 dem Deutschen Reich zugeschlagen und gehörte bis 1945 zum Landkreis Neu Titschein. Nach dem Ende des Zweiten Weltkrieges kam Veselí zur Tschechoslowakei zurück, die meisten der deutschsprachigen Bewohner wurden 1946 vertrieben und das Dorf neu besiedelt. 1949 wurde Veselí dem neu gebildeten Okres Vítkov zugeordnet, der bei der Gebietsreform von 1960 wieder aufgehoben wurde. Im Jahre 1950 hatte das Dorf 285 Einwohner und bestand aus 70 Häusern. 1956 wurde die oberhalb des Hauses Nr. 11 gestandene Windmühle erneut durch einen Sturm zerstört, ein Wiederaufbau erfolgte nicht. Ab 1961 gehörte Veselí wieder zum Okres Nový Jičín. 1964 erfolgte die Eingemeindung nach Odry. Im Jahre 1970 hatte das Dorf 272 Einwohner. 1975 wurde nördlich des Dorfes ein Fernsehturm für die Stadt Nový Jičín errichtet. 1991 lebten in den 37 Häusern von Veselí 146 Personen. An der Straße nach Dobešov entstand in den Jahren 2006–2007 ein Windkraftwerk mit zwei Windrädern von je 2 MW. Beim Zensus von 2011 hatte das Dorf 132 Einwohner und bestand aus 41 Häusern. Der Aussichtsturm wurde 2018 errichtet.

## Ortsgliederung
Der Ortsteil Veselí bildet den Katastralbezirk Veselí u Oder.

## Sehenswürdigkeiten
- Kirche der hl. Dreifaltigkeit, errichtet 1839–1840 anstelle der Messkapelle. Der Turm wurde 1928 umgestaltet.
- Pfarrhof, hinter der Kirche
- Kapelle der hl. Anna, neben dem Gehöft Nr. 50
- Kapelle des hl. Florian, neben dem Haus Ev.-Nr. 3
- Kapelle, an der Straßengabelung nördlich der Kirche
- Mehrere Wegkreuze
- Aussichtsturm Veselská rozhledna am Ortsausgang nach Odry. Er wurde 2018 errichtet und hat eine Höhe von 13,9 m.
- Sendeturm Veselský kopec, er diente von 1975 bis 1990 als Fernsehturm für Nový Jičín und Umgebung. Heute wird er für DAB genutzt.